# Makin' Whoopee
Makin' Whopee! es una canción de jazz y blues compuesta por Walter Donaldson y escrita por Gus Kahn para el musical de 1928: Whoopee!. Eddie Cantor interpretó el tema en la obra.
El título de la canción es un eufemismo de la intimidad sexual y en sí es un "aviso" dirigido a los hombres sobre la "trampa" del matrimonio. La canción empieza con la celebración de una boda y los demás pasos (luna de miel y la felicidad entre la pareja que los lleva a hacerse cargo de hijos y responsabilidades) hasta terminar en una aventura y el posterior divorcio.